# Vikinggarden Avaldsnes
Vikinggarden Avaldsnes is een museum in het Noorse Avaldsnes. Het museum bestaat uit een gereconstrueerd dorp uit de tijd van de Vikingen met vikingboerderij. Dit gebied is al bewoond vanaf de latere bronstijd (circa 3500 jaar geleden), en had een belangrijke strategische positie omdat het gelegen is aan het smalste deel van een zeestraat, de Karmsund. Zo kon de handelsroute langs de kust worden gecontroleerd.
In 1997 werd het 24 meter lange langhuis ingewijd. Er zijn ook twee rondhuizen en een gereconstrueerd boothuis, gebaseerd op het in 1991 op Nordbø in Rennesøy gevonden boothuis.
Elk jaar wordt er rond het tweede weekeind in juni een vierdaags vikingfestival gehouden.